# San Marino (naselje)
Koordinati:   44°49′33″N, 14°44′42″E
San Marino je turistično naselje na otoku Rabu (Hrvaška).
San Marino leži ob zalivu »Crnika« jugovzhodno od naselja Lopar, od katerega je oddaljen okoli 5 km.
Turistično naselje s hotelom »H. San Marino« in avtokampom »San Marino Imperial«
se razprostira ob okoli 2 km dolgi peščeni plaži.
Pri hotelu je manjše pristanišče za plovila dolga do 8 m. Pristanišče varujeta dva kolenasta valobrana, dolga vsak po okoli 75 m. V mandraču znotraj valobranov je 3 tonsko dvigalo in več pomolčkov. Globina morja je od 1 do 2 m. Sidrišče je tudi pred plažo, ki se zelo počasi spušča proti globjemu morju.